# Oleg Borissowitsch Tschen
Oleg Borissowitsch Tschen (russisch Олег Борисович Чен; * 22. November 1988 in Üschtöbe) ist ein russischer Gewichtheber. Er wurde 2011, 2013 und 2015 jeweils Vize-Weltmeister im Leichtgewicht.

## Werdegang
Oleg Tschen wuchs in Nowosibirsk auf und begann dort als Jugendlicher mit dem Gewichtheben. Seit 2011 lebt und trainiert er in Chimki. In der Nationalmannschaft war lange Jahre Dawid Rigert sein Trainer.
Er war bereits im Juniorenalter erfolgreich und bestritt von 2006 bis 2011 eine ganze Anzahl von Junioren-Welt- bzw. Europameisterschaften in den verschiedenen Altersgruppen. Dabei wurde er 2008 in Cali/Kolumbien Junioren-Weltmeister in der Altersgruppe U 20 im Leichtgewicht mit einer Zweikampfleistung von 307 kg (142–165). 2010 und 2011 wurde Oleg Tschen in Limassol bzw. in Bukarest jeweils Junioren-Europameister in der Altersgruppe U 23. Seine Leistungen betrugen dabei im Leichtgewicht 328 kg (150–178) bzw. 337 kg (157–180).
2011 wurde Oleg Tschen auch erstmals russischer Meister bei den Senioren im Leichtgewicht. Er erzielte dabei im Zweikampf 333 kg (155–178). 2012 verteidigte er diesen Titel mit einer Zweikampfleistung von 327 kg (152–175). Bei der russischen Meisterschaft 2013 war er nicht am Start.
2011 nahm er auch erstmals bei den Senioren an einer internationalen Meisterschaft teil. Er wurde dabei auf Anhieb in Paris Vize-Weltmeister hinter dem Chinesen Tan Deshang, der im Zweikampf 341 kg (155–186) erzielte. Die Leistung von Oleg Tschen betrug im Zweikampf 336 kg (156–180). Mit seiner Leistung im Reißen gewann er eine WM-Silbermedaille.
Im April 2012 startete Oleg Tschen bei der Europameisterschaft in Antalya. Dabei wurde er im Reißen mit 158 kg Europameister. Im Stoßen schaffte er jedoch in drei Versuchen das Anfangsgewicht von 175 kg nicht, womit er keine Zweikampfleistung zustande brachte und deshalb unplatziert blieb. Für die Teilnahme an den Olympischen Spielen dieses Jahres in London wurde er vom russischen Gewichtheber-Verband nicht nominiert.
Sehr erfolgreich war er im Jahre 2013. Im April dieses Jahres wurde er in Tirana Europameister im Leichtgewicht im Zweikampf und im Reißen. Seine Leistung im Zweikampf betrug 331 kg (155–176), mit der er Sardar Hasanov aus Aserbaidschan, 326 kg und Daniel Godelli, Albanien, 325 kg auf die Plätze verwies. Bei der Weltmeisterschaft im Oktober 2013 in Wrocław steigerte sich Oleg Tschen im Zweikampf auf 340 kig (160–180). Mit dieser Leistung belegte er im Zweikampf hinter dem Chinesen Liao Hui, der auf 358 kg (160–198) kam, den 2. Platz. Im Reißen erzielte er wie der Chinese 160 kg, war jedoch etwas schwerer als dieser und musste sich deshalb auch in dieser Disziplin mit dem Vize-Weltmeistertitel zufriedengeben.
2014 gewann Oleg Tschen bei der Europameisterschaft in Tel Aviv die Titel im Zweikampf, im Reißen und im Stoßen. Er erzielte dort im Zweikampf 327 kg (151–176). Bei der Weltmeisterschaft in Almaty kam er im Zweikampf, obwohl er sich auf 332 kg (154–178) steigerte nur auf den undankbaren 4. Platz. Im Reißen wurde er aber mit 154 kg wieder Vize-Weltmeister.
2015 verbesserte er sich bei der russischen Meisterschaft im Zweikampf auf 342 kg (157–185). Bei der Weltmeisterschaft in Houston steigerte er sich noch einmal und wurde mit 344 kg (160–184) Vize-Weltmeister im Zweikampf und im Reißen. Den Weltmeistertitel im Reißen verpasste er dabei nur, weil er etwas schwerer war als der für die Türkei startende Daniyar Ismailow, der ebenfalls 160 kg riss.

## Internationale Erfolge
| Jahr | Platz | Wettbewerb                                      | Gewichtsklasse | Ergebnisse |
| 2006 | 10.   | Junioren-WM (U 19) in Hangzhou                  | Feder          | mit 270 kg (125–145); Sieger: Hu Ting, China, 291 kg (134–157) |
| 2006 | 3.    | Junioren-EM (U 19) in Palermo                   | Feder          | mit 273 kg (128–145) hinter Erol Bilgin, Türkei, 280 kg (126–154) und Iwanlo Filew, Bulgarien, 274 kg (122–152)                                                                |
| 2007 | 5.    | Junioren-WM (U 20) in Prag                      | Leicht         | mit 300 kg (135–165); Sieger: Zheng Zhisheng, China, 323 kg (143–180) |
| 2007 | 3.    | Junioren-EM (U 20) in Puerto de la Cruz/Spanien | Leicht         | mit 305 kg (140–165), hinter Arayik Mirzojan, Armenien, 312 kg (142–170) und Alexandru Roșu, Rumänien, 307 kg (137–170)                                                        |
| 2008 | 1.    | Junioren-WM (U 20) in Cali/Kolumbien            | Leicht         | mit 307 kg (142–165), vor Arayik Mirzojan, 302 kg (137–165) und Luis Miguel Pineda, Kolumbien, 302 kg (136–166)                                                                |
| 2009 | 2.    | Junioren-EM (U 23) in Wladyslawowo/Polen        | Leicht         | mit 318 kg (143–175), hinter Sergei Petrosjan, Russland, 318 kg (143–175) und vor Damian Kuczynski, Polen, 309 kg (138–171)                                                    |
| 2010 | 1.    | Junioren-EM (U 23) in Limassol                  | Leicht         | mit 328 kg (150–178), vor Alexander Spac, Moldawien, 313 kg (143–170) und Wanik Awetisjan, Armenien, 300 kg (135–165)                                                          |
| 2011 | 1.    | Junioren-EM (U 23) in Bukarest                  | Leicht         | mit 337 kg (157–180), vor Sergei Petrosjan, 318 kg (145–173) und Briken Calja, Albanien, 311 kg (141–170)                                                                      |
| 2011 | 2.    | WM in Paris                                     | Leicht         | mit 336 kg (156–180), hinter Tang Deshang, China, 341 kg (155–186), vor Wu Caho, China, 335 kg (150–185)                                                                       |
| 2012 | unpl. | EM in Antalya                                   | Leicht         | nach 158 kg im Reißen drei Fehlversuche im Stoßen mit 175 kg |
| 2012 | 2.    | IWF-Grand-Prix in Baku                          | Leicht         | mit 330 kg (155–175), hinter Firidun Gulijew, Aserbaidschan, 330 kg (140–190), vor Afgan Bajramow, Arbaidschan, 324 kg (141–183)                                               |
| 2013 | 1.    | EM in Tirana                                    | Leicht         | mit 331 kg (155–176), vor Sardar Hasanov, Aserbaidschan, 326 kg (150–176) und Daniel Godelli, Albanien, 325 kg (145–180)                                                       |
| 2013 | 2.    | WM in Wrocław                                   | Leicht         | mit 340 kg (160–180), hinter Liao Hui, China, 358 kg (160–198) und vor Firidun Gulijew, Aserbaidschan, 337 kg (143–194)                                                        |
| 2014 | 1.    | EM in Tel Aviv                                  | Leicht         | mit 327 kg (151–176), vor Wanik Awetisjan, Armenien, 315 kg (140–175) und Serghei Cechir, Moldawien, 315 kg (143–172)                                                          |
| 2014 | 4.    | WM in Almaty                                    | Leicht         | mit 332 kg (154–178), hinter Liao Hui, China, 359 kg (166–193), Mohamed Ihab Youssef Achmed Mahmoud, Ägypten, 334 kg (152–182) und Kim Myong-hyok, Nordkorea, 334 kg (152–182) |
| 2015 | 2.    | WM in Houston                                   | Leicht         | mit 344 kg (160–184), hinter Shi Zhiyong, China, 348 kg (158–190) und vor Daniyar Ismailow, Türkei, 343 kg (160–183)                                                           |

## Russische Meisterschaften
(nur Seniorenbereich)
| Jahr | Platz | Gewichtsklasse | Ergebnisse                                                    |
| 2010 | 2.    | Leicht         | mit 322 kg (150–172), hinter Armen Kazarjan, 328 kg (150–178) |
| 2011 | 1.    | Leicht         | mit 333 kg (155–178), vor Sergei Petrosjan, 322 kg (145–177)  |
| 2012 | 1.    | Leicht         | mit 327 kg (152–175), vor Armen Kazarjan, 315 kg              |
| 2015 | 1.    | Leicht         | mit 342 kg (157–185), vor Sergej Petrow, 321 kg (145–176)     |

## WM- und EM-Einzelmedaillen
- WM-Silbermedaillen: 2011/Reißen, 2013/Reißen, 2014/Reißen, 2015/Reißen
- EM-Goldmedaillen: 2012/Reißen, 2013/Reißen, 2014/Reißen, 2014/Stoßen
- EM-Bronzemedaillen: 2013/Stoßen

Erläuterungen
- alle Wettkämpfe im Zweikampf, bestehend aus Reißen und Stoßen
- Federgewicht, Gewichtsklasse bis 62 kg, Leichtgewicht, bis 69 kg Körpergewicht
- WM = Weltmeisterschaft, EM = Europameisterschaft